# Zeche Wehofen
Die Zeche Wehofen war ein Steinkohlen-Bergwerk in Wehofen, einem Stadtteil der damaligen im Gemeinde Walsum (heute ein Bezirk der Stadt Duisburg.)

## Geschichte

### Planung und Bau (1867 bis 1913)
Im Jahre 1867 mutete die Gewerkschaft Deutscher Kaiser (GDK) einen umfangreichen Grubenfeldbesitz im nördlichen Stadtgebiet des heutigen Duisburg. Dieser wurde aufgeteilt in die einzelnen Steinkohlenbergwerke Gewerkschaft Hamborn, Gewerkschaft Neumühl und Gewerkschaft Rhein. Letzteres war das nördlichste der drei Bergwerke und erstreckte sich zwischen dem heutigen Stadtgebiet von Dinslaken und dem Rhein.
August Thyssen erwarb 1885 die Kuxenmehrheit an der GDK. Im Jahre 1903 trat er mit der GDK dem Rheinisch-Westfälischen Kohlensyndikat bei. Um dort höheren Einfluss zu bekommen, sollten die verliehenen Steinkohlenfelder intensiver ausgebeutet werden.
Die Pläne zur Erbauung des Steinkohlenbergwerk Rhein nahmen Gestalt an. Es sollten parallel drei Schachtanlagen gebaut werden: In Walsum-Dorf  sollte eine Doppelschachtanlage entstehen (ungefähr an der Stelle der heutigen Zeche Walsum), eine weitere in der Nähe von Haus Loh im Driesenbusch im Stadtteil Walsum-Aldenrade. Die Hauptförderanlage mit drei Schächten war in Wehofen vorgesehen.
Im Jahre 1909 wurde mit den Vorarbeiten zum Abteufen der Schächte 1 und 2 in Wehofen begonnen. Aufgrund von Problemen bei der Geländeakquisition für die übrigen Schachtanlagen beschränkte man sich zunächst auf eine Doppelschachtanlage in Wehofen, die fortan Rhein I genannt wurde.

### Kohlenförderung (1913 bis 1928)
Die Schächte gingen 1913 und 1914 in Förderung. Über beiden Schächten wurden identische Fördergerüste errichtet und die Tagesanlagen ausgebaut. Zugleich wurde östlich der Zeche in den Jahren 1913/14 planmäßig eine Werkssiedlung errichtet, die vorbildlich für den Thyssenbergbau war. Bedingt durch die Umbruchzeit nach dem Ersten Weltkrieg wurden die weiteren Pläne für das Steinkohlenbergwerk Rhein fallen gelassen. Die Gewerkschaft Walsum wurde als eigenständiges Unternehmen fortgeführt und begann mit dem Abteufen der Schächte.
1924 wurde als maximales Förderergebnis die jährliche Förderung von 720.000 t Kohle erreicht. 1926 wurde das Bergwerk Rhein I in die Vereinigte Stahlwerke AG eingebracht und in Zeche Wehofen umbenannt. Der neu entstandene Konzern veranlasste eine Zusammenfassung und Rationalisierung der Förderanlagen im Duisburger Raum. Es wurde eine Verbindungsstrecke zur benachbarten Zeche Friedrich Thyssen 2/5 aufgefahren.
Fördermengen:
- 1913:  39.613 t
- 1915: 384.000 t
- 1920: 409.000 t
- 1924: 720.000 t
- 1925: 660.500 t
- 1927: 614.500 t

### Stilllegung und weitere Nutzung (ab 1928)
Am 30. September 1928 beschloss die Vereinigte Stahlwerke AG die Stilllegung der Zeche Wehofen aufgrund der Rationalisierungsmaßnahmen während der Weltwirtschaftskrise. 1933 folgte die komplette Stilllegung. Die Wehofen-Schächte wurden offen gehalten und übernahmen Wetterführung und Wasserhaltung für die Zeche Friedrich Thyssen 2/5.
Das Fördergerüst über Schacht 2 wurde bereits 1933 entfernt. Nach Stilllegung der Zeche Friedrich Thyssen 2/5 1976 wurde auch das Fördergerüst von Schacht Wehofen 1 abgebrochen und durch eine kleine Förderanlage ersetzt.
Nach Verfüllung beider Wehofen-Schächte 1993 sind nur noch geringe Reste der Tagesanlagen erhalten.